# Coenonympha obsoleta
Coenonympha obsoleta är en fjärilsart som beskrevs av Tutt 1910. Coenonympha obsoleta ingår i släktet Coenonympha och familjen praktfjärilar. Inga underarter finns listade i Catalogue of Life.